# Samuel Lucien Terrien
Samuel Lucien Terrien (27 mars 1911 - 6 février 2002) était un théologien protestant et bibliste franco-américain. Professeur au Union Theological Seminary pendant trente-six ans, il est connu pour ses commentaires bibliques, en particulier pour ses contributions savantes à l'étude de Job et des Psaumes dans l'Ancien Testament et pour son livre, The Elusive Presence (1978), dans lequel il présente une nouvelle théologie de la présence et de l'absence de Dieu écrite en grande partie dans le contexte du culte, et non de l'alliance. Il a incorporé à la fois l'Ancien et le Nouveau Testament dans un contexte œcuménique plus large et introduisait une manière, pour les théologiens futurs, de se demander comment la présence de Dieu est expérimentée en s'appuyant sur les traditions de sagesse pour explorer comment « l'observation empirique peut témoigner d'une présence divine dans la vie humaine tout comme les expériences visionnaires peuvent le faire. »
Les articles et livres de Terrien concernant le Livre de Job ont eu une influence sur les érudits en théologie. Son étude des Psaumes, qui culmine dans The Psalms: Strophic Structure and Theological Commentary (2003), constitue une exégèse approfondie du Psautier qui inclut une traduction méticuleuse des textes ainsi que leur signification théologique.

## Biographie
Terrien est né en 1911 dans une famille protestante française à Saumur, en France. Sa mère était suisse, née à Neuchâtel, son père était français et son grand-père avait aidé à construire le temple protestant de Saumur, une ville sur la Loire avec une longue histoire huguenote. Terrien fréquente le Collège de Saumur et commence ses études de théologie, de philologie et d'archéologie à l'Université de Paris entre 1928 et 1933. Il a également étudié l'hébreu ancien, l'égyptien ancien (copte), le grec, le latin, l'assyro-babylonien, le syriaque, l'akkadien, l'ougaritique et l'araméen. En 1933-1934, il passe une année à l’École biblique de Jérusalem. Au cours de cette année, il vécut avec les Bédouins Ru'alla dans ce qui était alors la Transjordanie. Il a voyagé à travers la Syrie, la Palestine et l'Égypte avec un groupe de frères dominicains.
À son retour en France, Terrien reçoit une bourse pour étudier au Union Theological Seminary de New York. En 1936, il y obtient une maîtrise en théologie sacrée, avec une thèse intitulée « La valeur des Tablettes de Ras Shamra pour l'étude de l'Ancien Testament ». En 1941, il soutient une thèse de doctorat en théologie intitulée « Les sceptiques dans l'Ancien Testament et dans la littérature du Proche-Orient ancien », qui explore l'hétérodoxie au sein de l'Ancien Testament.
Terrien a enseigné l'hébreu ancien, les langues apparentées et la théologie au Union Theological Seminary (UTS) de 1940 à 1976. En 1953, il est devenu professeur à Auburn, avant d'occuper le poste de professeur d'hébreu et de langues apparentées à Davenport. Ses recherches se concentraient sur la littérature de sagesse du Proche-Orient ancien, en particulier les Psaumes et le Livre de Job, ainsi que sur l'exploration de l'unité théologique de la Bible.
Nommé secrétaire de la Faculté de l'UTS, Terrien a contribué à l'effervescence intellectuelle de l'après-guerre, période qui a hissé cette institution au premier plan du protestantisme libéral et néo-orthodoxe. Il côtoyait des théologiens de renom tels que Reinhold Niebuhr, Paul Tillich, Raymond E. Brown, Harry Emerson Fosdick, George Buttrick, Henry Sloane Coffin, James Muilenberg, Wilhelm Pauck, Cyril Richardson, Paul Scherer et Robert McAfee Brown. Il a participé à l'atmosphère œcuménique ouverte qui régnait dans de nombreuses institutions de Morningside Heights, ce qui comprenait des échanges fréquents et animés avec le rabbin Abraham Joshua Heschel.
Terrien a occupé le poste de rédacteur adjoint pour l'introduction et l'exégèse de l'Ancien Testament dans The Interpreter's Bible, un commentaire biblique novateur qui reflétait l'état de l'érudition biblique et théologique de son époque et dont près de trois millions d'exemplaires avaient été vendus en 1985. Outre ses études approfondies sur les Psaumes et le Livre de Job, Terrien s'est distingué par ses recherches en études comparatives, notamment La Sagesse dans le livre d'Amos, qui a suscité un intérêt international. En 1971, il collabore avec le père Denis Barthélemy, érudit catholique français, à la première traduction œcuménique du Livre de Job, en français.
Passionné par les arts et leurs interprétations théologiques, qu'il s'agisse de théâtre, de peinture moderne, de poésie ou de musique, il a publié de nombreux articles, commentaires et critiques portant sur une large gamme d'ouvrages et d'articles savants, ainsi que sur des pièces de théâtre contemporaines populaires telles que JB d'Archibald MacLeish, Tiny Alice d'Edward Albee, et Equus de Peter Shaffer. Tout au long de sa carrière au Union Theological Seminary et au-delà, Terrien a donné des conférences dans de nombreuses institutions à travers le monde et a assuré des fonctions de pasteur intérimaire dans plusieurs églises, notamment à l'Église américaine de Paris (1964) et à l'Église évangélique française de New York (1975). Après sa retraite en 1975, il s’est installé avec sa femme Sara à Washington, dans le Connecticut, puis à West Newton, dans le Massachusetts, où il est décédé en 2002, peu après avoir achevé un manuscrit de 1 000 pages, publié à titre posthume sous le titre Commentaire sur les Psaumes.

## Théologie

### Théocentrisme de toute vie dans la littérature sapientiale/théologie de la présence et de l'absence
À travers l'étude de la littérature sapientiale, Terrien a développé une théologie biblique centrée sur la présence de Dieu plutôt que sur l'alliance, une présence qui constitue le cœur de la foi biblique, mais qui demeure insaisissable. Il « entra dans le monde de la Bible en explorant le sécularisme ancien ; il y découvrit ensuite, dans son théocentrisme et sa quête incessante de la présence de Dieu dans son absence, une voix pour le nouvel âge. » Bien que son intérêt se porte principalement sur l'Ancien Testament, Terrien étend son traitement du thème central de la présence de Dieu au Nouveau Testament dans un effort important pour jeter un nouvel éclairage sur la relation entre les deux testaments. Cette théologie de la présence constitue, entre eux, un thème unificateur, mais son approche était aussi dialectique.
Comme le souligne Walter Brueggemann, « Terrien s'efforce avant tout de démontrer que les matériaux sapientiels et hymniques doivent occuper une place centrale dans une théologie de l'Ancien Testament. De manière critique, il soutient que les matériaux historiques et liés à l'alliance ont été excessivement mis en avant de façon injustifiée. Il cherche ainsi à établir un équilibre où les éléments relatifs à l'alliance et à l'histoire sont considérés comme un aspect d'une dialectique, mais non comme l'ensemble de la question. » Pour Terrien, le culte et la présence dominent l'alliance. Il soutient que le caractère caché de Dieu devient un moyen d'accéder à la présence divine, tout en préservant la liberté de Dieu, comprenant la présence de Dieu aujourd'hui comme étant continue, mais insaisissable et intangible, ne faisant jamais irruption dans l'histoire humaine dans un événement discrètement identifiable.

### Vers une théologie biblique de la masculinité et de la féminité
Terrien a commencé très tôt à explorer une théologie biblique, tant dans l'Ancien que dans le Nouveau Testament, qui se distinguait dans le monde antique en attribuant aux femmes et aux hommes un statut égal et complet en tant qu'êtres humains. Dans l'introduction de son livre Till the Heart Sings, Phyllis Trible a décrit cette théologie comme étant « la première et, à ce jour, la seule théologie biblique complète de la féminité et de la virilité ». Selon Terrien, la théologie biblique considère la femme comme « la couronne de la création » si l'on examine la perspective globale de la Bible et sa composition et canonisation progressives. La thèse du livre soutient une vision des relations sexuelles dans la Bible qui promeut la réciprocité et l'égalité entre les femmes et les hommes. Terrien a déclaré que la Bible, tant l’Ancien que le Nouveau Testament, propose une théologie de la virilité et de la féminité unique dans le monde antique. Cette théologie se détourne du sexisme et de la misogynie pour conférer à la femme comme à l’homme la pleine stature de l’humanité.

## Honneurs
Meilleur livre relatif à l'Ancien Testament, Biblical Archeology Society (BAS) 1997 (L'iconographie de Job).
Un festschrift a été publié en son honneur, Israelite Wisdom: Theological and Literary Essays in Honor of Samuel Terrien, Eds. John G. Gammie, Walter Brueggemann, W. Lee Humphreys, James M. Ward. (Missoula, Montana : Scholars Press, Séminaire théologique de l'Union, 1978) (ISBN 0-89130-208-5)

## Œuvres choisies
- Samuel Terrien, The Elusive Presence: Toward a New Biblical Theology, San Francisco, Harper & Row, 1978 (ISBN 0-06-068232-9)
- Samuel Terrien, Till the Heart Sings: A Biblical Theology of Manhood and Womanhood, Philadelphia, Fortress Press, 1985 (ISBN 0-8006-0752-X, lire en ligne)
- Samuel Terrien, The Psalms: Strophic Structure and Theological Commentary, Grand Rapids, Michigan, Wm. B. Eerdmans Publishing Co., 2003 (ISBN 0-8028-2605-9)